# Мост Хумэнь
Хумэнь (кит. 虎门大桥) — комбинированный мостовой переход, пересекающий основной рукав реки Чжуцзян Хумэнь (Бокка-Тигрис), расположенный между городами Гуанчжоу и Дунгуань; 35-й по длине основного пролёта висячий мост в мире (14-й в Китае). Является частью скоростной автодороги G9411 Дунгуань — Фошань.

## Характеристика
Мостовой переход соединяет район Наньша (на западном правом берегу рукава Хумэнь) города Гуанчжоу и город Хумэнь (на восточном левом берегу рукава Хумэнь) городского округа Дунгуань.
Длина — 3 618 м. Включает по два подхода с обеих сторон, висячий мост с основным пролётом длиной 888 м (восточная секция), эстакадный переход между мостами на небольшом острове реки Чжуцзян, сегментный балочный мост с основным пролётом длиной 270 м (западная секция). Конструкция секции висячего моста выполнена из стали, балочного — из бетонных сегментов.
Имеет 6 полос движения (по 3 в обе стороны).
Строительство балочной секции мостового перехода обошлось в 370 млн долларов США.